# 막돼먹은 영애씨 7
《막돼먹은 영애씨 7》은 tvN에서 2010년 5월 14일부터 2010년 9월 24일까지 방영했으며, 《막돼먹은 영애씨》 시리즈 중 일곱 번째 드라마다.

## 등장 인물

### 영애네 사무실
- 김현숙 : 이영애 역 - 디자이너
- 유형관 : 유형관 역 - 그린기획 팀장, 아름다운 사람들 사장
- 윤서현 : 윤서현 역 - 그린기획 영업과장, 아름다운 사람들 영업과장
- 임서연 : 변지원 역 - 그린기획 계약직 경리, 아름다운 사람들 경리
- 정지순 : 정지순 역 - 그린기획 영업사원, 아름다운 사람들 영업대리
- 김산호 : 김산호 역 - 그린기획 디자이너
- 이해영 : 장동건 역 - 대기업 디자이너

### 영애네 가족
- 송민형 : 이귀현 역 - 아버지
- 김정하 : 김정아 역 - 어머니
- 고세원 : 김혁규 역 - 이영채의 남편
- 이용주 : 이용주 역 - 김혁규의 친구
- 김현정 : 이영민 역 - 동생
- 강소라 : 강소라 역 - 이영민의 아내

### 그 외
- 최원준 : 최원준 역
- 이형석 : 이형석 역 - 그린기획 디자이너, 김산호의 친구
- 이상이
- 박종보
- 김강희
- 김도연 : 김도연 역 - 아름다운 사람들 디자이너

## 회차별 부제
| 2010년 | 2010년   | 2010년                             |
| 회차   | 방송일자 | 부제                               |
| ------ | -------- | ---------------------------------- |
| 제1회  | 5월 14일 | 태어나길 잘했어                    |
| 제2회  | 5월 21일 | 물로 쓴 사표                       |
| 제3회  | 5월 28일 | 러브 버라이어티 1박2일             |
| 제4회  | 6월 4일  | 변한건 내가 아냐                   |
| 제5회  | 6월 11일 | 오늘 생일                          |
| 제6회  | 6월 18일 | 상처 위로 또 상처                  |
| 제7회  | 6월 25일 | 나는 오늘 그 남자를 버렸다         |
| 제8회  | 7월 2일  | 더 늦기 전에, 다시 시작            |
| 제9회  | 7월 9일  | 외롭지 안아. . .줘                 |
| 제10회 | 7월 16일 | 명함도 못 내미는 여자              |
| 제11회 | 7월 23일 | 백수가 진토되어 넋이라도 있고 없고 |
| 제12회 | 7월 30일 | 이영애라 쓰고 불효녀라 읽는다.     |
| 제13회 | 8월 6일  | 아찔한 소개팅                      |
| 제14회 | 8월 13일 | 백수탈출! 솔로탈출?                |
| 제15회 | 8월 20일 | 이영애, 행복돋네                   |
| 제16회 | 8월 27일 | 난 괜찮아, 애인이 있으니까         |
| 제17회 | 9월 3일  | 환) 장서방 (영                     |
| 제18회 | 9월 10일 | 내 여자 친구는 곰이오              |
| 제19회 | 9월 17일 | 오늘밤을 기대해                    |
| 제20회 | 9월 24일 | 아직 할 이야기가 남았다            |